# Niantic

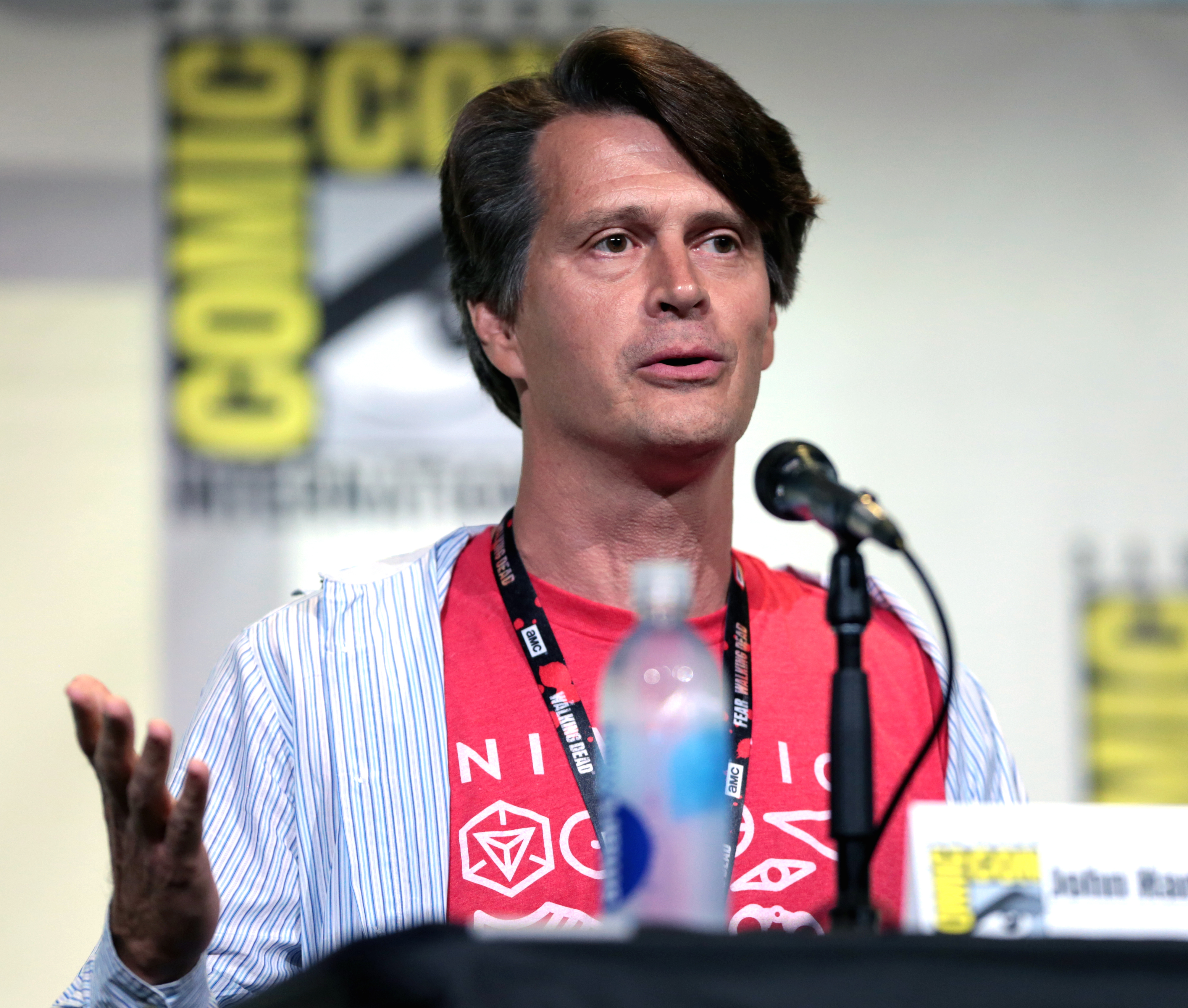
John Hanke är grundare av Niantic.

Niantic, Inc. är ett amerikanskt mjukvaruföretag baserat i San Francisco, Kalifornien. Företaget grundades 2010 av John Hanke som Niantic Labs, ett internt start up-bolag på Google, innan det omvandlades till en självständig enhet under 2015.
Niantic är kända för att ha utvecklat mobilspel med augmented reality (förstärkt verklighet), såsom Ingress under 2012, och Pokémon Go under 2016.